# 181 aC
El 181 aC va ser un any del calendari romà prejulià. Durant la República i l'Imperi Romà es coneixia com l'Any del Consolat de Ceteg i Tàmfil o també any 573 Ab urbe condita o de la fundació de la ciutat). L'ús del nom «181 aC» per referir-se a aquest any es remunta a l'alta edat mitjana, quan el sistema Anno Domini va ser el mètode de numeració dels anys més comú a Europa.

## Esdeveniments

### Regne del Pont
- Farnaces I, rei del Pont, ataca Èumenes II de Pèrgam i envaeix el seu territori i ataca també a Ariarates IV de Capadòcia. Les tropes del Pont entren a Galàcia i Èumenes se li oposa, però les hostilitats s'aturen quan arriben els ambaixadors designats pel Senat per investigar el motiu de les disputes. S'obren negociacions a Pèrgam, que no donen resultats.[2]

### Antiga Roma
- Aquest any són elegits cònsols Publi Corneli Ceteg i Marc Bebi Tàmfil.[3]
- Durant el seu consolat es descobreix la tomba del rei Numa Pompili i es promulga la Lex Cornelia Baebia que regula el delicte d'ambitus o suborn en les eleccions a magistrat, segons diu Titus Livi.[4]
- Els dos cònsols, que han rebut la Ligúria com a província, derroten els lígurs, però sense lliurar cap batalla, només amb petites escaramusses.[3]
- Els cònsols veuen prorrogat el seu mandat fins a l'arribada dels nous cònsols, i a la primavera ataquen als apuans, que agafats per sorpresa es rendeixen sense lluitar. Per prevenir una nova guerra en deporten 40.000 al Sàmnium. Per aquests fets obtenen el triomf, la primera vegada que es concedeix a generals que no han fet pròpiament una guerra.[5]
- Luci Emili Paulus Macedònic és enviat pel Senat a lluitar contra els ingauns, un poble lígur amb un considerable poder naval. Els sotmet completament i arrasa les seves fortificacions. Quan torna a Roma obté els honors del triomf.[6]

### Hispània
- Inici de la Primera guerra celtibera, entre les celtibers i els romans dirigits per Tiberi Semproni Grac.[7]
- Contrebia Belaisca, un oppidum celtiber, al Cabezo de las Minas de Botorrita, Saragossa, que segons Valeri Màxim, era la capital dels celtibers, és envoltada pel pretor Tiberi Semproni Grac, que l'ocupa i massacra tots els seus habitants.[8]

## Necrològiques
- Demetri el jove de Macedònia. El seu germà Perseu, envejós, suborna a Dides, general macedoni amic de Filip V, el pare dels nois, i acusa de traïció a Demetri. Filip dicta ordre d'empresonament contra el seu fill, que queda sota la custòdia de Dides. Dides en secret, el fa matar suposadament per ordre de Filip. A la seva mort Demetri té 26 anys.[9]